# Faratsiho
Faratsiho es una ciudad de la provincia de Antananarivo, Madagascar.
- Datos: Q1343729
- Multimedia: Faratsiho / Q1343729